# Výr
Výr (Bubo) je rod ptáků z řádu sov, čeledi puštíkovitých, zahrnující největší sovy. V závislosti na pojetí je do něj obvykle začleňováno 18–25 žijících druhů (rozdíl je způsoben sporem o ne/existenci rodů Ketupa a Scotopelia - ty byly původně řazeny jako samostatné, ale na základě genetických analýz je někteří autoři začali v moderní době považovat za součást rodu Bubo).

## Známí žijící zástupci
Nesporní zástupci Bubo:
- Bubo africanus (výr africký)
- Bubo ascalaphus (výr bledý)
- Bubo bengalensis (výr bengálský)
- Bubo bubo (výr velký)
- Bubo capensis (výr kapský)
- Bubo cinerascens (výr šedivý)
- Bubo coromandus (výr koromandelský)
- Bubo lacteus (výr bělavý)
- Bubo leucostictus (výr běloperý)
- Bubo magellanicus (výr magellanský)
- Bubo nipalensis (výr nepálský)
- Bubo philippensis (výr filipínský)
- Bubo poensis (výr guinejský)
- Bubo scandiacus (sovice sněžní)
- Bubo shelleyi (výr Shelleyův)
- Bubo sumatranus (výr malajský)
- Bubo virginianus (výr virginský)
- Bubo vosseleri (výr usambarský)

Sporní zástupci:
- Ketupa blakistoni (výr Blakistonův)
- Ketupa flavipes (ketupa žlutonohá)
- Ketupa ketupu (ketupa malajská)
- Ketupa zeylonensis (ketupa rybí)

- Scotopelia bouvieri (ketupa Bouvierova)
- Scotopelia peli (ketupa Pelova)
- Scotopelia ussheri (ketupa červenavá)

Mimo to je do rodu řazeno vícero vymřelých druhů doložených ve fosilních nálezech:
- Bubo binagadensis
- Bubo florianae
- Bubo insularis
- Bubo leakeyae
- Bubo osvaldoi
- Bubo perpasta